# Toutes les nuits (film, 2001)
Pour les articles homonymes, voir Toutes les nuits.
Pour plus de détails, voir Fiche technique et Distribution.
Toutes les nuits est un film français réalisé par Eugène Green, sorti en 2001.
Il s'inspire de la Première éducation sentimentale de Gustave Flaubert.

## Fiche technique
- Titre : Toutes les nuits
- Réalisation : Eugène Green
- Scénario : Eugène Green, d'après La Première éducation sentimentale de Gustave Flaubert
- Production : Alain Bellon
- Photographie : Raphaël O'Byrne
- Son : Laurent Benaïm
- Montage : Emmanuelle Baude
- Société de production : Ellabel Productions
- Pays de production :  France
- Format : couleurs
- Genre : drame
- Durée : 112 minutes
- Date de sortie : France - 28 mars 2001

## Distribution
- Alexis Loret : Henri
- Adrien Michaux : Jules
- Christelle Prot : Émilie
- Anna Bielecka : La sauvage
- Claude Merlin : M. Renaud
- Xavier Denamur : Bardi
- Laurène Cheilan : Lucie
- Sophie Delage : Sylvaine
- Alexandra Fournier : Mathilde
- Cécile de France : La prostituée aux lunettes
- Eugène Green : Patron du café

## Analyse
Comme dans ses films suivants, Eugène Green demande à ses acteurs de faire toutes les liaisons afin d'imposer un jeu "non psychologique". 